# Torroneria Candela
La Torroneria Candela és un edifici del municipi de Girona que forma part de l'Inventari del Patrimoni Arquitectònic de Catalunya.

## Descripció
A l'exterior la ceràmica blanca serveix per delimitar l'espai urbà que ocupa aquest establiment, mentre la seva verticalitat resta seccionada per un ampli ràfec. Tot això serveix per remarcar la façana. En ella s'aprecia immediatament l'existència de dos registres clarament marcats: el superior, purament decoratiu, i un d'inferior emprat com a aparador i zona d'accés a la pastisseria. Artísticament sobresurt el primer, tant per l'acurat treball de ferro embotit que ofereix com per la iconografia plaent i joiosa a què convida d'acord amb el caràcter de l'establiment. Així, la representació d'uns corns de l'abundància i una copa plena d'aliments, acompanyats per dues figures extretes de la mitologia marina, semblen convidar-nos al delit d'un festí pantagruèlic. Tots ells sobre un fons de vidre verd envolten una zona en forma d'ametlla on s'inscriu el nom del propietari.
La part inferior està obrada amb major senzillesa, i només cal destacar el disseny decoratiu dels rètols, realitzats amb vidre i ferro. L'interior conserva en molt bon estat el mobiliari original, seguint les mateixes pautes estètiques i caràcter iconogràfic de la façana: garlandes, boles, etc. L'obra suposa una síntesi eclèctica entre elements propis del noucentisme, ben coneguts a la Girona de R. Masó, F. Aguilar i altres, i pressupostos de l'Art Déco.